# Tmarus neocaledonicus
Tmarus neocaledonicus là một loài nhện trong họ Thomisidae.
Loài này thuộc chi Tmarus. Tmarus neocaledonicus được miêu tả năm 1966 bởi Kritscher.